# Perodua
PERODUA (Perusahaan Otomobil Kedua Sendirian Berhad, Другий Автомобільний Виробник), зазвичай скорочений до Perodua є найбільшим автовиробником у Малайзії, за яким слідує Proton.  

## Історія

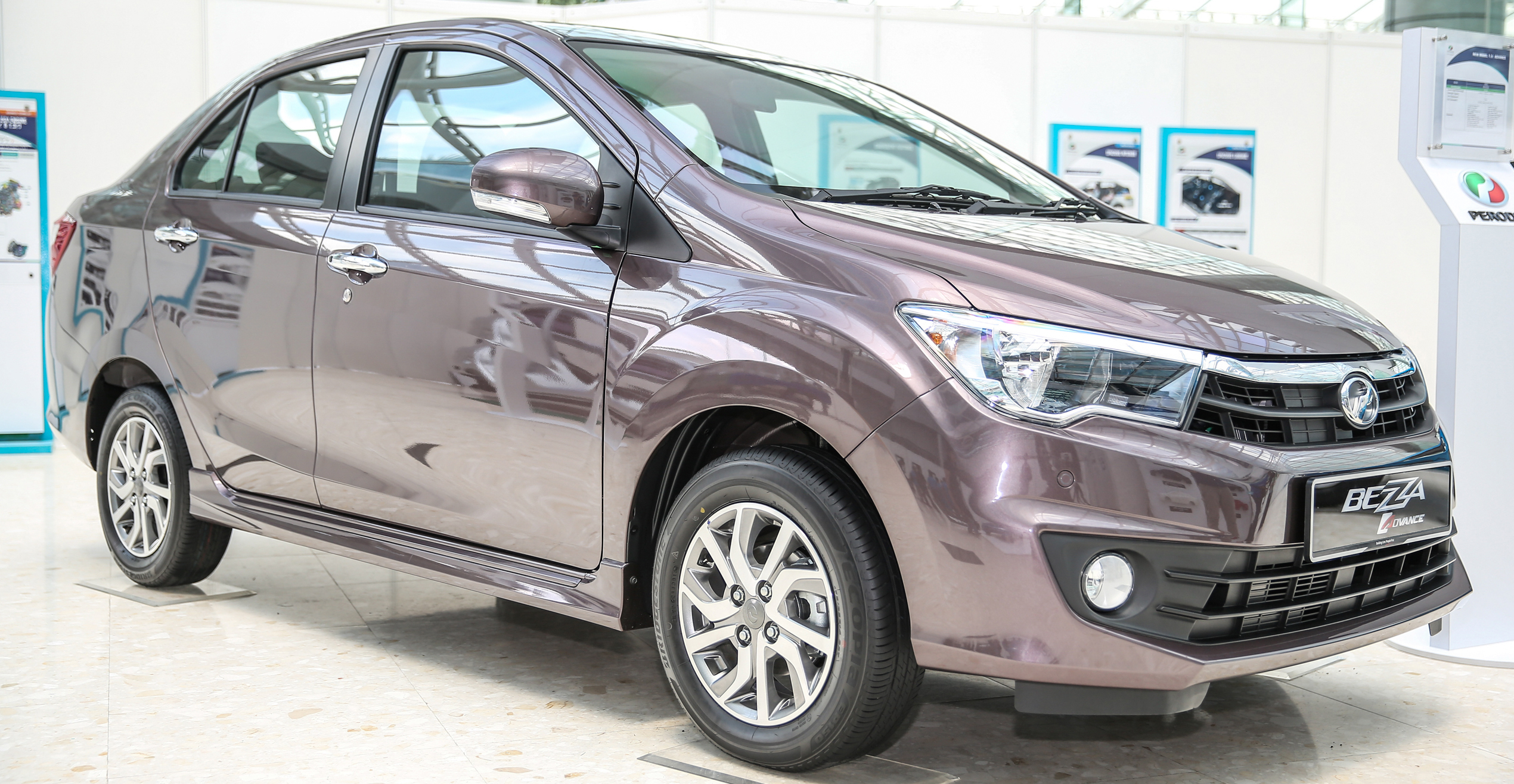
Perodua Bezza.

Компанія була створена в 1992 році і випустила свій перший автомобіль, Perodua Kancil в серпні 1994 року. "M2" було кодовою назвою, яка використовувалась, коли проект створення Perodua залишався вкрай секретним.
Спочатку Perodua випускав в основному мінікари і суперміні і не мав моделей в тих самих сегментах ринку, що і Proton. В останні роки цільові сегменти ринку почали перекриватися. Особливо в суперкомпактному сегменті, де Perodua Myvi вирвався з Proton Savvy і зараз конкурує з Proton Iriz
Perodua не розробляють та не розробляють свої основні компоненти, такі як двигун та трансмісія, вдома. Їхні машини історично використовували конструкції компонентів Daihatsu. Daihatsu володів 20% акцій Perodua при запуску компанії, збільшивши їх до 25% у 2001 році, а потім до 35%. У 2004 році компанія Perodua почала складати Toyota Avanza на своєму заводі в Равангу, для продажу в Малайзії.
У 2016 році компанія Perodua продала понад 207,100 автомобілів, що є найвищим показником продажів, а найбільша частка ринку склала 35,7%. У наступні роки планується побудувати другий виробничий завод із запланованими інвестиціями у розмірі 770 мільйонів доларів.

## Власність
Акціонерами Perodua є UMW Corporation (38%), Daihatsu Motor Co. (20%), Daihatsu (Malaysia) (5%), MBM Resources (20%), PNB Equity Resource Corporation (10%), Mitsui & Co. (4.2%) and Mitsui & Co. (Asia Pacific) (2.8%).

## Галерея

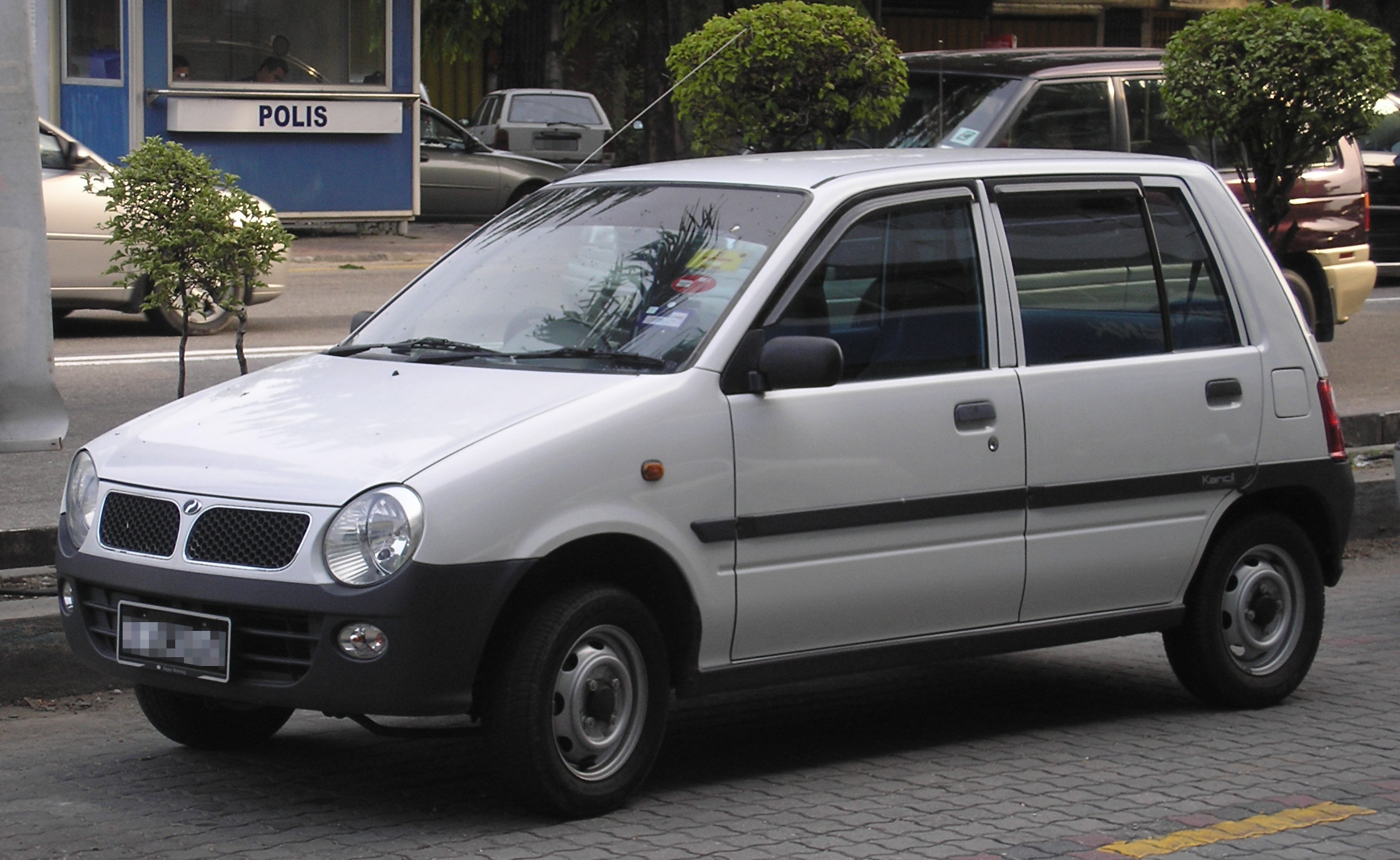
Kancil
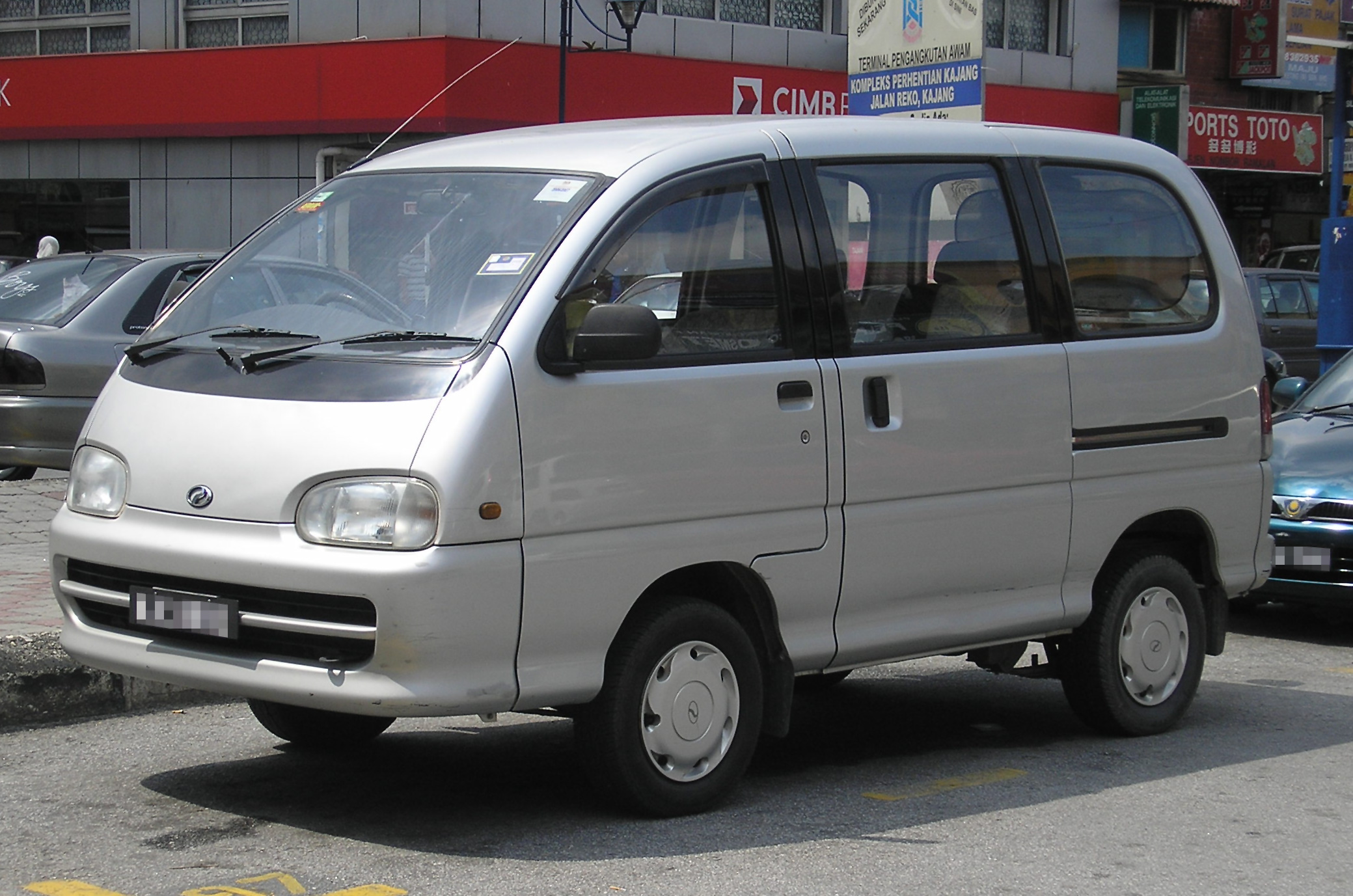
Rusa
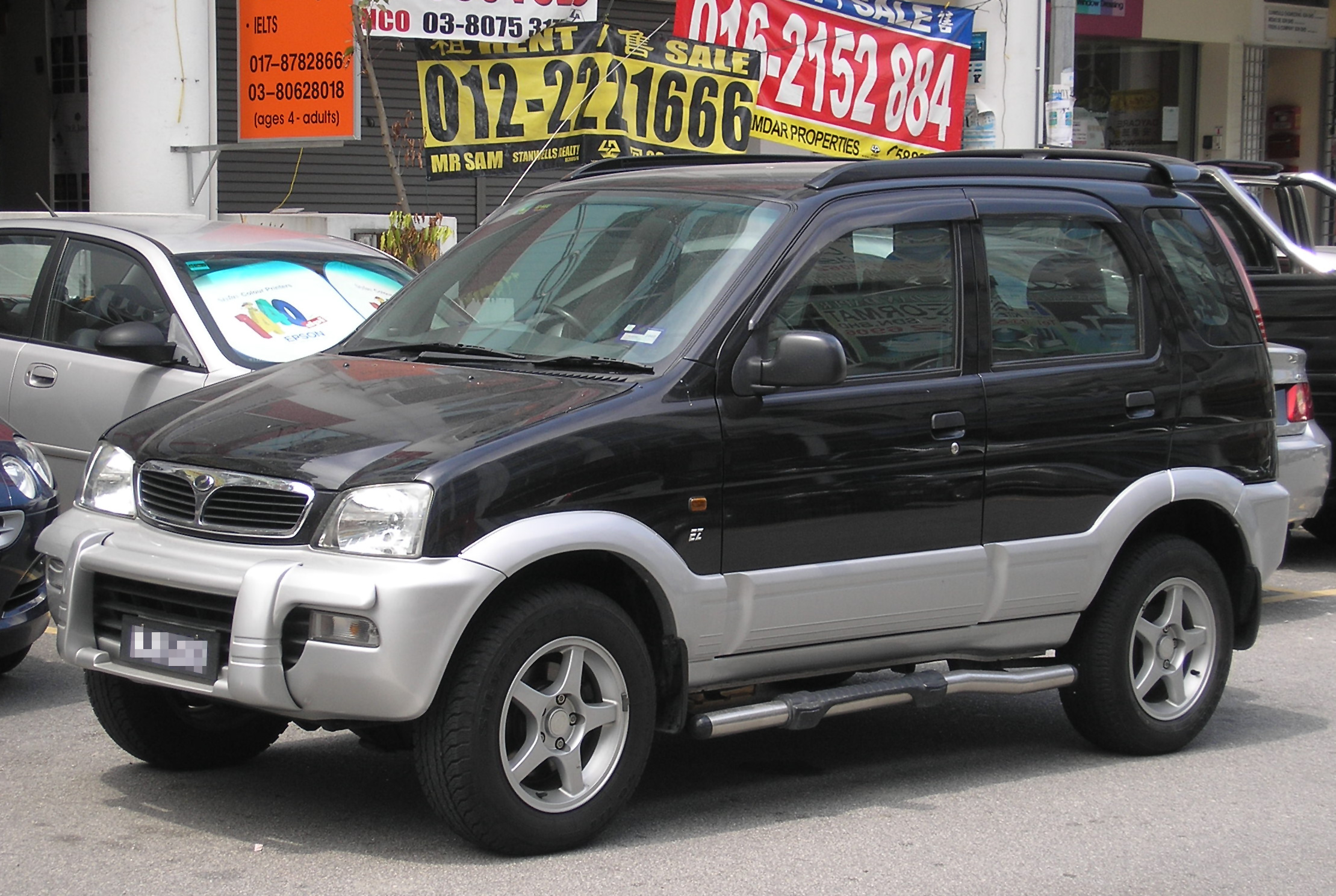
Kembara
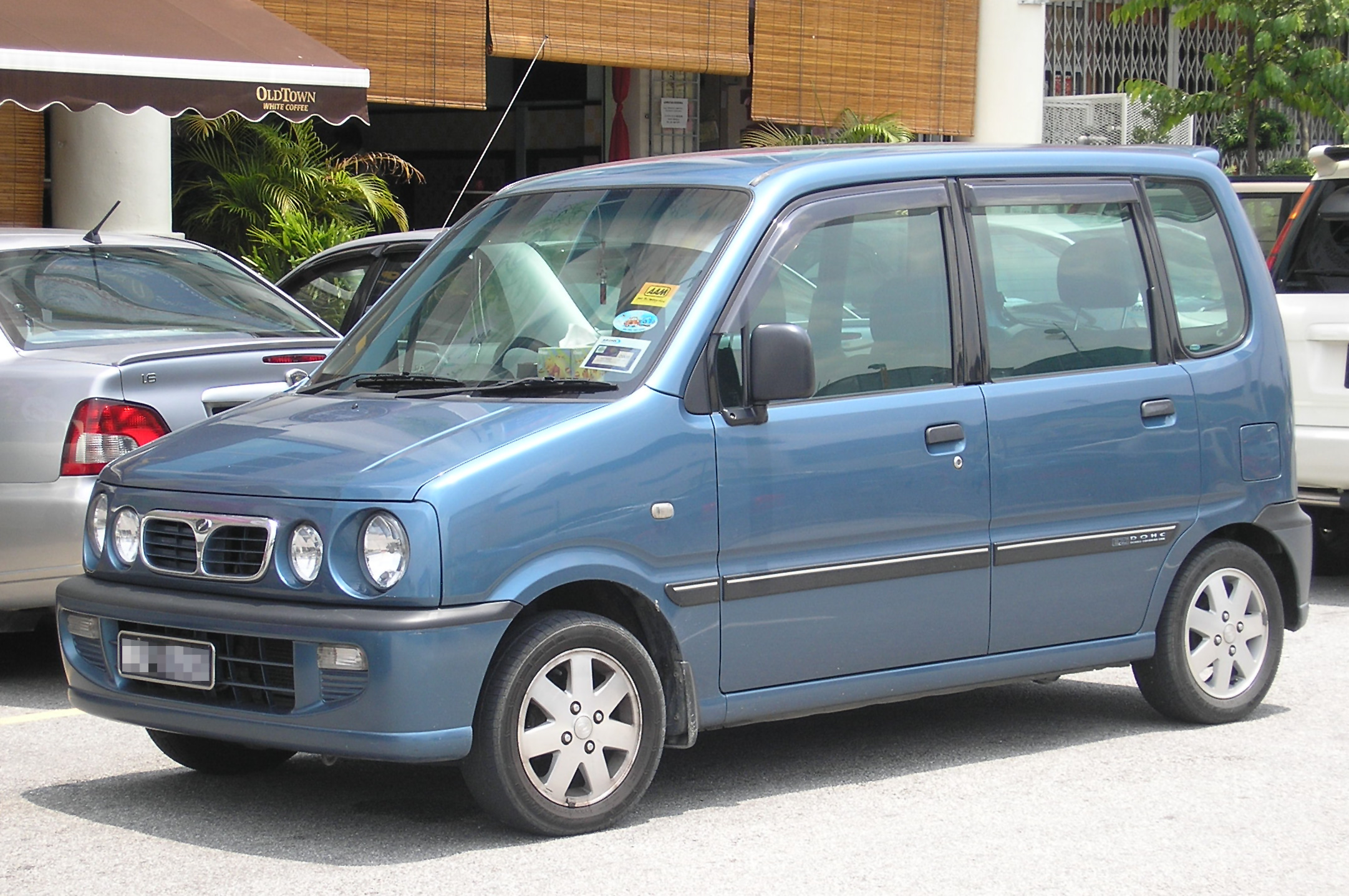
Kenari
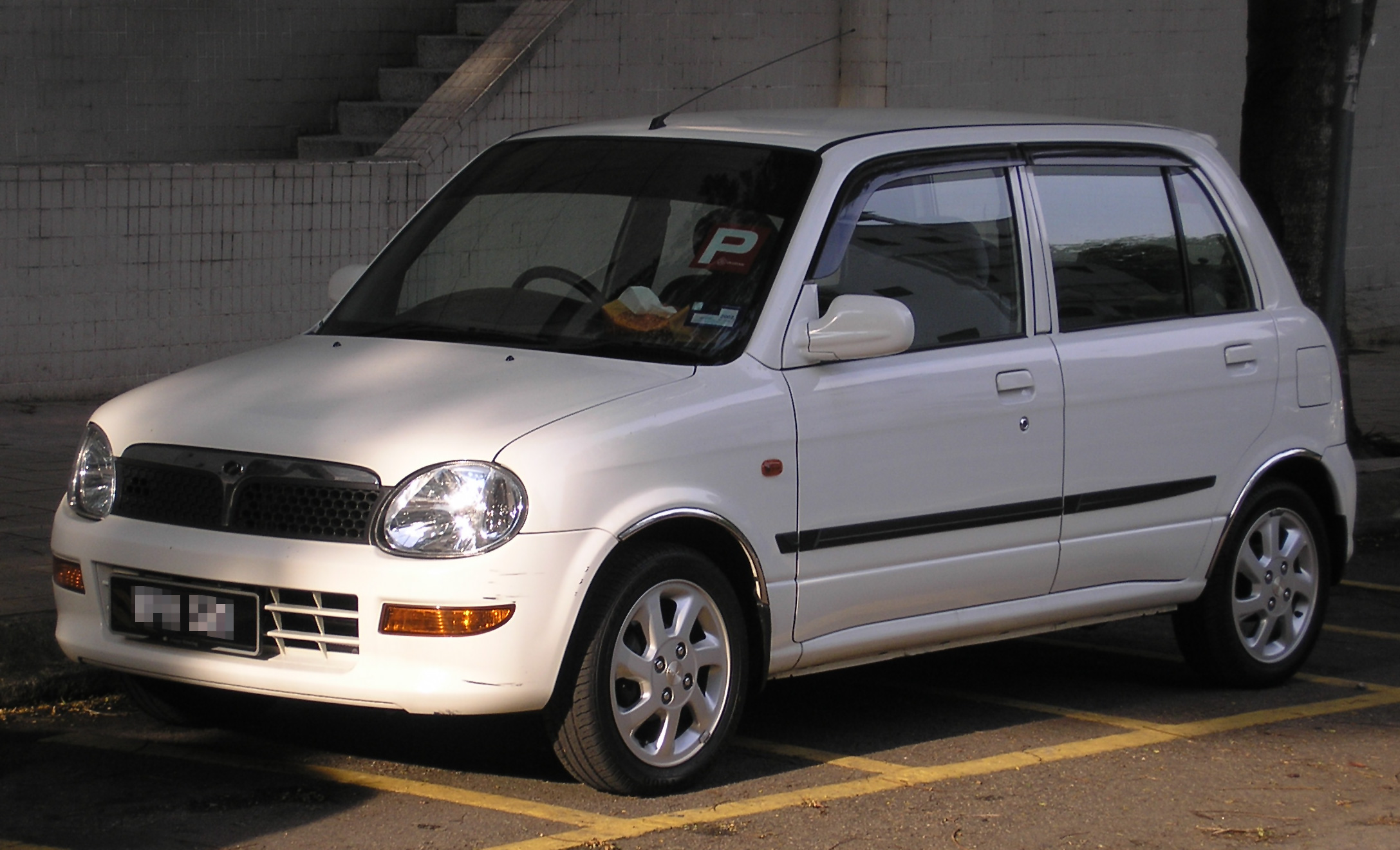
Kelisa
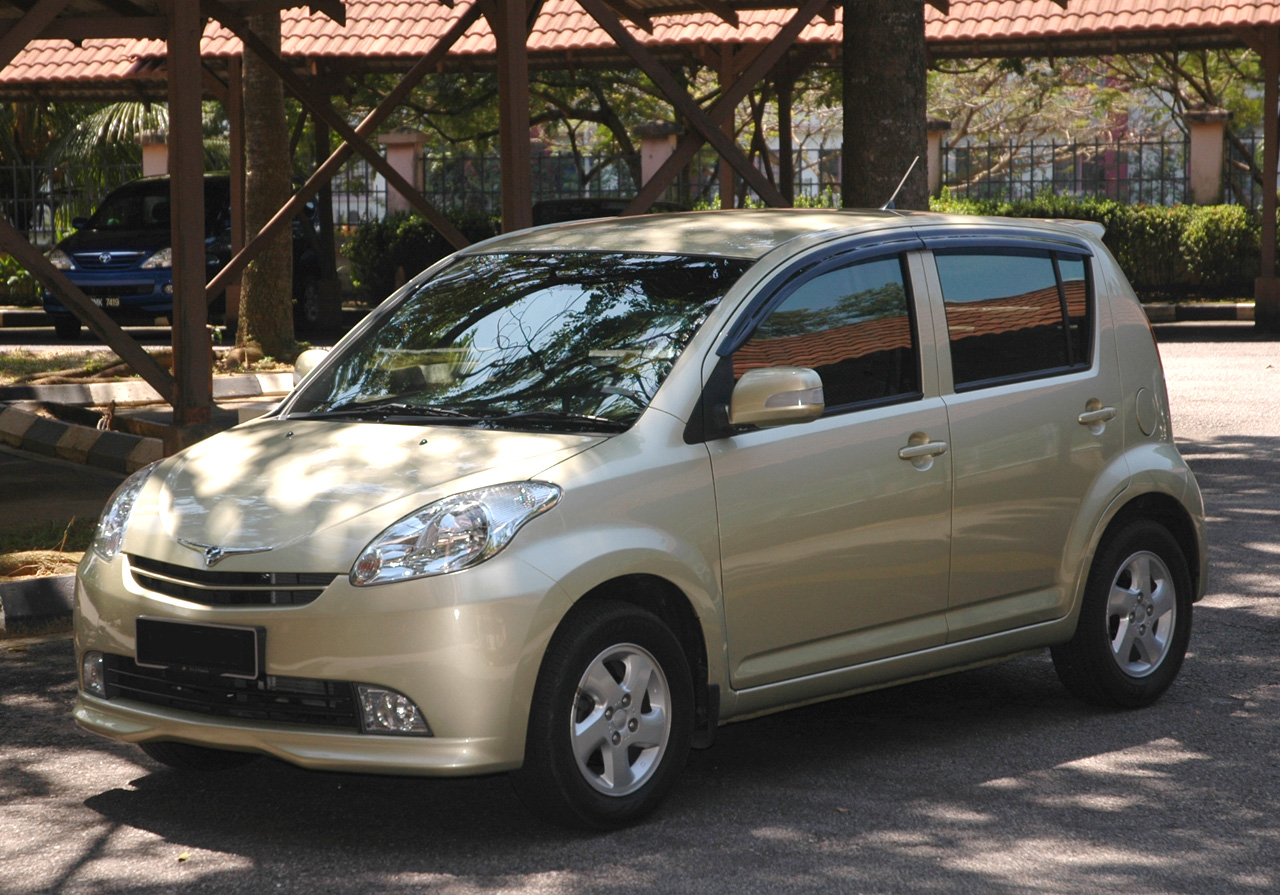
MyVi
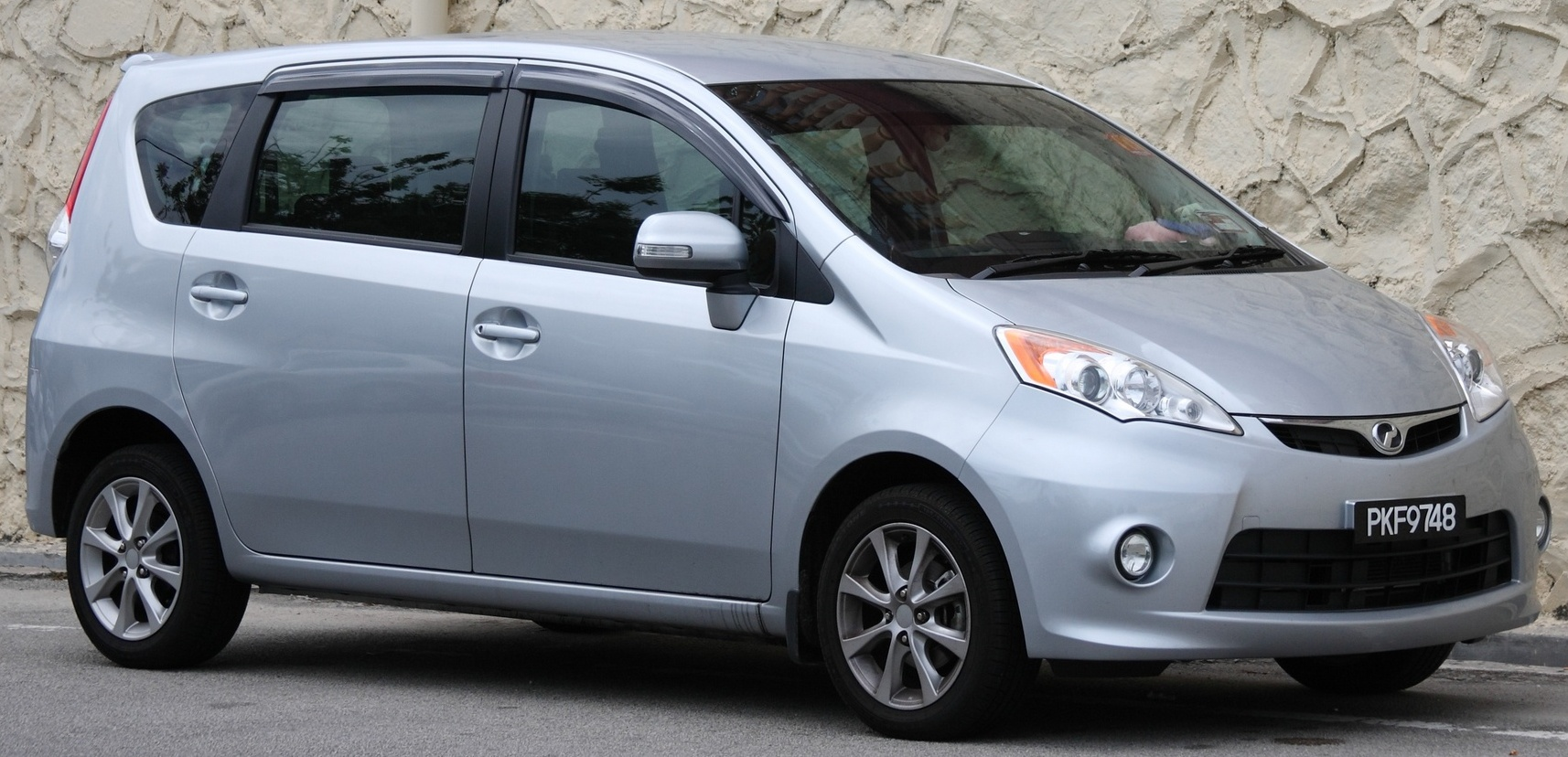
Alza
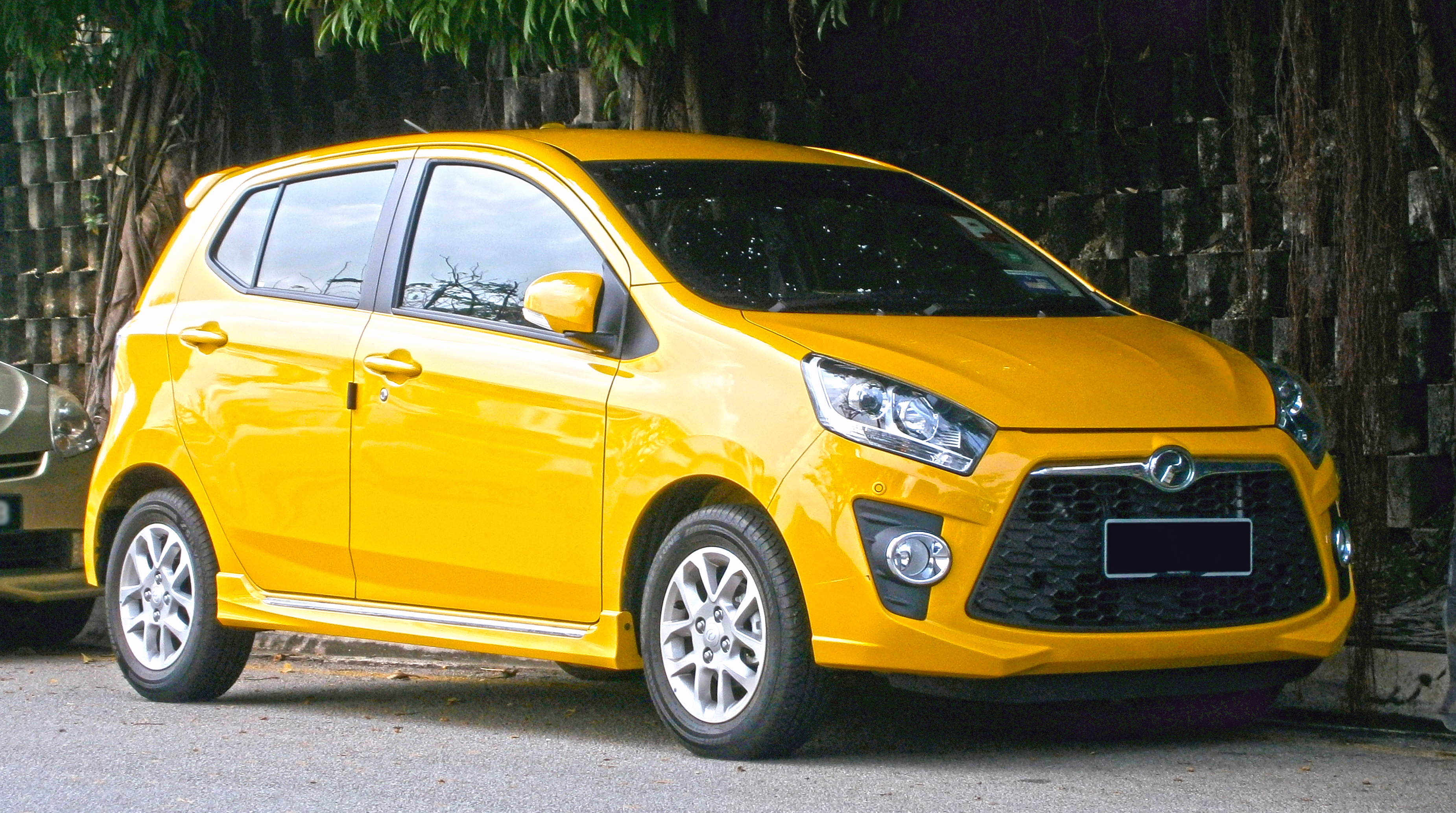
Axia

## Зовнішні посилання
- Perodua Malaysia [Архівовано 6 травня 2022 у Wayback Machine.]
- Perodua Singapore